# اوسانتانت
اوسانتانت (انگلیسی: Osanetant) یک آنتاگونیست گیرنده نوروکینین ۳ است که برای درمان اسکیزوفرنی در حال پژوهش بود، اما متوقف شد. این دارو نخستین آنتاگونیست غیر پپتیدی NK3 بود که در اواسط دهه ۱۹۹۰ میلادی ایجاد شد.